# ミイナ・オカベ
ミイナ・オカベ（Mina Okabe）は、デンマーク・コペンハーゲンを拠点に活動するシンガー・ソングライター。
所属レーベルはユニバーサルミュージック。

## 略歴
デンマーク人の父親と日本人の母親を持つハーフ。
2023年9月には「Flashback feat.Daichi Yamamoto」が、嵐・二宮和也が主演を務めた月9ドラマ『ONE DAY〜聖夜のから騒ぎ〜』の主題歌に抜擢。
2024年4月には「Every Second (Japanese Version)」がアニメ『花野井くんと恋の病』のEDテーマに決定。
また、2024年8月にはサマーソニック2024への出演も決定している。